# Маскаренский попугай
Маскаренский попугай (лат. Mascarinus mascarinus) — вид исчезнувших птиц из семейства Psittaculidae, эндемик Маскаренского острова Реюньон в Индийском океане. Таксономическое родство этого вида являлось предметом споров. Птица согласно работе по анатомии была родственником клинохвостых попугаев, а на основе генетических исследований — попугаев-ваза. Точное таксономическое положение остаётся неразрешённым.
Маскаренский попугай был 35 см в длину с большим красным клювом и длинными закруглёнными хвостовыми перьями. Его лапки были красными, а вокруг ноздрей и глаз имелись серёжки. Птица имела чёрную голову и частично белые перья на хвосте, однако окраска её туловища, крыльев и головы пока остаётся неясной. Описания указывают на пепельно-серые туловище и голову, а в посередине белой хвостовой части были два тёмных пера. В отличие от описаний, основой которых служили чучела птицы, предполагается, что туловище было коричневым, а голова синеватой, не говоря уже о тёмных перьях в центре хвоста. Эта разница в описаниях могла быть из-за изменения окраски экспонатов в результате старения и воздействия на них света, а также других повреждений. О жизни птицы мало что известно.
Маскаренские попугаи впервые были упомянуты в 1674 году, а живые особи позднее были завезены в Европу, где они жили в неволе. Вид был научно описан в 1771 году. В настоящее время существуют только два чучела: в Париже и Вене. Дата и причина вымирания маскаренских попугаев остаются неясными. Последняя запись в 1834 году считается сомнительной, поэтому существует вероятность того, что вид вымер до 1800 года, а в природе — возможно ещё раньше.

## Таксономия
Маскаренские попугаи впервые упоминаются французским путешественником господином Дюбуа в его путевом очерке 1674 года, получившие впоследствии только несколько прижизненных описаний. По крайней мере, три живых экземпляра были доставлены в конце 18 века во Францию и держались в неволе, по двум из которых были сделаны описания. В настоящее время известны два чучела. Один типовой экземпляр MNHN 211 находится в Национальном музее естественной истории, в то время, как NMW 50.688 — в музее естествознания в Вене. Последний экземпляр был куплен у Лаверианского музея во время продажи в Лондоне в 1806 году. Третий экспонат имел место на рубеже XVIII века.
Маскаренский попугай был научно описан шведским зоологом Карлом Линнеем в 1771 году и получил название Psittacus mascarinus. Это название впервые упомянул французский зоолог и натуралист Матюрен Жак Бриссон в 1760 году. Название происходит от Маскаренским островов, названных в честь португальского первооткрывателя Педру ди Машкареньяша.
Ранние авторы утверждали, что маскаренский попугай был открыт на Мадагаскаре, в связи с чем французский натуралист и орнитолог Рене Лессон в 1831 году предложил младший синоним — Mascarinus madagascariensis. Новое название рода взяло номенклатурный приоритет, а в 1891 году в результате его слияния с ранним видовым эпитетом Томмазо Сальвадори, оно стало татонимом — научным именем с двумя одинаковыми частями. Лессон в род Mascarinus также включил благородных и кольчатых попугаев, хотя это не признали другие авторы. В следующем году немецкий герпетолог Иоганн Георг Ваглер поместил в род маскаренских попугаев попугаев-ваза и малого попугая-ваза, который стал называться согласно этой новой системе Coracopsis mascarina. В 1879 году Английский зоолог Уильям Александр Форбес, считавший использование видового эпитета mascarinus необоснованным из-за его идентичности с названием рода, дал птице новое имя — Mascarinus duboisi в честь Дюбуа. В 2014 году было исправлено биноминальное название с M. mascarinus на M. mascarin.
Неопознанному тёмному попугаю, которого видел живым в Африке натуралист Фредрик Хассельквист, в 1758 году Линней дал название Psittacus obscurus, ставшее в 1766 году синонимом маскаренского попугая. Из-за этой связи некоторые авторы полагали, что он был также родом с Маскаренских островов, хотя его описание и отличалось от описания рассматриваемого вида. Эти разногласия приводили к использованию некоторыми авторами недействительных сочетаний в названиях, таких как Mascarinus obscurus и Coracopsis obscurа. Неопознанный вид, возможно, был африканским серым попугаем.
Другой неопознанный экспонат бурого цвета, находящийся в Королевском музее, был описан французским натуралистом графом де Буффоном в 1779 году, где, согласно его заметке, указывались сходства и различия между маскаренскими попугаями и рассматриваемым видом. Английский палеонтолог Джулиан Хьюм предположил, что это мог быть был малый попугай-ваза, если не потускневший старый маврикийский чубатый попугай. В настоящее время экспонат утерян. Английский зоолог и автор Джордж Роберт Грей в своей книге книги 1840-х годов «Список родов птиц» определил Благородного зелёно-красного попугая в качестве подвида маскаренских попугаев с Молуккских островов, однако это мнение вскоре было опровергнуто другими авторами.
Позднее из гротов на острове Реюньон были раскопаны субфоссилии попугаев. Рентгенография двух существующих чучел маскаренских попугаев позволила провести сравнительный анализ костей и субфоссилий и показала, что они имеют промежуточные размеры по отношению к современным экспонатам. Малый попугай-ваза был интродуцирован на Реюньон ранее 1780 годов, однако несмотря на то, что ископаемые кости были схожи с теми, что у интродуцированного вида, считается, что они принадлежат маскаренскому попугаю.

### Происхождение
С середины XIX века имели место две гипотезы, поскольку родственные связи маскаренского попугая оставались неясными. Одни авторы считают, что птица является родственником попугаев-ваза, которые имеют тёмное оперение, а другие — что, родственниками являются кольчатые попугаи, которые имеют большой красный клюв — характерный признак данной группы. Рисунок оперения птицы, в основном, был нетипичным для кольчатых попугаев, хотя другие представители имеют чёрную голову.
Во время плейстоцена наблюдался низкий уровень воды, поэтому у видов с разных территорий появилась возможность колонизировать Маскаренские острова. О большинстве вымерших попугаев с Маскаренских островов мало что известно, однако субфоссилии показывают, что птицы имели такие общие признаки, как увеличенные черепа и клювы, уменьшенную грудину и здоровые кости ног. Хьюм являлся сторонником теории происхождения вида в результате эволюционной радиации кольчатых попугаев на основании морфологических особенностей и того факта, что они сумели колонизировать множество отдельных островов Индийского океана. Согласно этой теории кольчатые попугаи могли приникать в этот район несколько раз, поскольку многие виды были настолько специфичными, что значительная их часть могла сформироваться на горячих точках ещё до отделения Маскаренских островов.
3 миллиона лет на Реюньоне было достаточно для формирования новых родов, однако многие эндемики погибли в результате извержения вулкана Питон-де-Неж между 300 000 и 180 000 лет назад. Большинство ныне живущих видов возможно поэтому являются потомками животных Африки и Мадагаскара, заново колонизировавших остров после извержения. Если бы маскаренский попугай появился из вымершего рода до извержения вулкана на Реюньоне, то он был бы одним из немногих выживших видов в результате вымирания.
Вместо этого генетический анализ 2011 года показал, что маскаренский попугай гнездился среди подвидов малого попугая-ваза с Мадагаскара и близлежащих островов, и, следовательно, не являлся родственником кольчатых попугаев. Он также установил, что маскаренские попугаи отделились от общих предков 4,6 — 9 миллионов лет назад ещё до появления Реюньона, указывающего на то, что возможно это случилось где-нибудь ещё. Кладограмма, сопутствующая исследование, показана снизу:

|  | Coracopsis vasa drouhardii (W Madagascar) |
|  |                                           |
|  | Coracopsis vasa vasa (E Madagascar)       |
|  |                                           |

|  | Coracopsis nigra siblans (Comoros)                                                                             |
|  | |
|  | \| \| Coracopsis nigra nigra (E Madagascar) \| \| \| \| \| \| Coracopsis nigra libs (W Madagascar) \| \| \| \| |
|  | |
|  | Coracopsis nigra nigra (E Madagascar)                                                                          |
|  | |
|  | Coracopsis nigra libs (W Madagascar)                                                                           |
|  | |

|  | Coracopsis nigra nigra (E Madagascar) |
|  |                                       |
|  | Coracopsis nigra libs (W Madagascar)  |
|  |                                       |

|  | Coracopsis nigra siblans (Comoros)                                                                             |
|  | |
|  | \| \| Coracopsis nigra nigra (E Madagascar) \| \| \| \| \| \| Coracopsis nigra libs (W Madagascar) \| \| \| \| |
|  | |
|  | Coracopsis nigra nigra (E Madagascar)                                                                          |
|  | |
|  | Coracopsis nigra libs (W Madagascar)                                                                           |
|  | |

|  | Coracopsis nigra nigra (E Madagascar) |
|  |                                       |
|  | Coracopsis nigra libs (W Madagascar)  |
|  |                                       |

|  | Coracopsis nigra siblans (Comoros)                                                                             |
|  | |
|  | \| \| Coracopsis nigra nigra (E Madagascar) \| \| \| \| \| \| Coracopsis nigra libs (W Madagascar) \| \| \| \| |
|  | |
|  | Coracopsis nigra nigra (E Madagascar)                                                                          |
|  | |
|  | Coracopsis nigra libs (W Madagascar)                                                                           |
|  | |

|  | Coracopsis nigra nigra (E Madagascar) |
|  |                                       |
|  | Coracopsis nigra libs (W Madagascar)  |
|  |                                       |

|  | Coracopsis nigra siblans (Comoros)                                                                             |
|  | |
|  | \| \| Coracopsis nigra nigra (E Madagascar) \| \| \| \| \| \| Coracopsis nigra libs (W Madagascar) \| \| \| \| |
|  | |
|  | Coracopsis nigra nigra (E Madagascar)                                                                          |
|  | |
|  | Coracopsis nigra libs (W Madagascar)                                                                           |
|  | |

|  | Coracopsis nigra nigra (E Madagascar) |
|  |                                       |
|  | Coracopsis nigra libs (W Madagascar)  |
|  |                                       |

|  | Coracopsis vasa drouhardii (W Madagascar) |
|  |                                           |
|  | Coracopsis vasa vasa (E Madagascar)       |
|  |                                           |

|  | Coracopsis nigra siblans (Comoros)                                                                             |
|  | |
|  | \| \| Coracopsis nigra nigra (E Madagascar) \| \| \| \| \| \| Coracopsis nigra libs (W Madagascar) \| \| \| \| |
|  | |
|  | Coracopsis nigra nigra (E Madagascar)                                                                          |
|  | |
|  | Coracopsis nigra libs (W Madagascar)                                                                           |
|  | |

|  | Coracopsis nigra nigra (E Madagascar) |
|  |                                       |
|  | Coracopsis nigra libs (W Madagascar)  |
|  |                                       |

|  | Coracopsis nigra siblans (Comoros)                                                                             |
|  | |
|  | \| \| Coracopsis nigra nigra (E Madagascar) \| \| \| \| \| \| Coracopsis nigra libs (W Madagascar) \| \| \| \| |
|  | |
|  | Coracopsis nigra nigra (E Madagascar)                                                                          |
|  | |
|  | Coracopsis nigra libs (W Madagascar)                                                                           |
|  | |

|  | Coracopsis nigra nigra (E Madagascar) |
|  |                                       |
|  | Coracopsis nigra libs (W Madagascar)  |
|  |                                       |

|  | Coracopsis nigra siblans (Comoros)                                                                             |
|  | |
|  | \| \| Coracopsis nigra nigra (E Madagascar) \| \| \| \| \| \| Coracopsis nigra libs (W Madagascar) \| \| \| \| |
|  | |
|  | Coracopsis nigra nigra (E Madagascar)                                                                          |
|  | |
|  | Coracopsis nigra libs (W Madagascar)                                                                           |
|  | |

|  | Coracopsis nigra nigra (E Madagascar) |
|  |                                       |
|  | Coracopsis nigra libs (W Madagascar)  |
|  |                                       |

|  | Coracopsis nigra siblans (Comoros)                                                                             |
|  | |
|  | \| \| Coracopsis nigra nigra (E Madagascar) \| \| \| \| \| \| Coracopsis nigra libs (W Madagascar) \| \| \| \| |
|  | |
|  | Coracopsis nigra nigra (E Madagascar)                                                                          |
|  | |
|  | Coracopsis nigra libs (W Madagascar)                                                                           |
|  | |

|  | Coracopsis nigra nigra (E Madagascar) |
|  |                                       |
|  | Coracopsis nigra libs (W Madagascar)  |
|  |                                       |

Другая группа учёных позднее подтвердила находку, однако указала на то, что экземпляр возможно был повреждён и необходимы дальнейшие исследования, прежде чем эта проблема будет полностью решена. Она также отметила, что если бы подтвердилось положение рода Mascarinus в Coracopsis, то последний стал бы младшим синонимом, а предыдущее название — старшим. Хьюм был поражён этой находкой, имевшей анатомические сходства рассматриваемого вида и других попугаев с Маскаренских островов, что наводило на принадлежность маскаренского попугая к трибе клинохвостых попугаев. Он также указал на то, что на других островах нет каких-либо ископаемых останков, которые могли бы подтвердить гипотезу о происхождении вида где-нибудь вне Маскаренских островов.

## Описание
Маскаренский попугай был 35 см в длину, крыло — 211 мм, хвост — 144—152 мм, кульман— 32-36 мм, предплюсна — 22-24 мм. У него был крупный красный клюв и в меру длинный, округлый хвост. Передняя часть головы имела чёрную бархатистую личину. По поводу окраса тела, крыльев, хвоста и головы имеются некоторые расхождения, задокументированные в виде описаний и изображений. В 1674 году Дюбуа описал живых особей, как «маленьких белок» с тёмным окрасом. Этот цвет был тёмно-черновато-серым или коричневым.
В 1760 году Бриссон опубликовал следующее описание птицы в неволе (которой возможно была особь, в настоящее время находящаяся в Париже):

Голова и верхняя часть шеи были чёткого серого цвета. Спина, огузок, нижние части шеи, грудь, брюшко, бока, лапки, плечевые перья, верхние закрывающие части хвоста были тёмно-серыми. Кроющие перья того же цвета. В хвосте 12 перьев: два средних были также тёмно-серыми. Все остальные того же цвета, кроме тех, что имели белый цвет у основания. Вокруг глаз была ярко-красная шкурка. Зрачок чёрный, радужная оболочка красная. Основание верхней части клюва также была красноватая шкурка, где располагались ноздри. Клюв также был красным. Лапки бледно красными. Когти — серо-коричневыми. Понятия не имею, где его нашли. Я видел его живым в Париже.
Оригинальный текст (англ.)Upperparts of head and neck clear (ash) grey. Back, rump, underparts of neck, breast, belly, sides, legs, scapular feathers, uppercoverts of tail very-dark (ash) grey. Wing feathers of the same colour. The tail is composed of 12 feathers: the two median ones are also very-dark (ash) grey. All the lateral ones are of the same colour, except that they have a little white at their base. The eyes are surrounded by a naked skin, bright red. Pupil black, iris red. The base of the superior half of the beak is also surrounded by a red naked skin in which the nostrils are placed. Beak similarly red. Legs pale flesh. Claws grey-brown. I am unaware from which country it is found. I have seen it living in Paris
— 
Позднее на основе чучел, ставших традиционными изображениями птицы, авторы посчитали, что туловище и голова были не серыми, а, соответственно, коричневым и голубовато-сиреневой. Птиц никогда не описывали с этой окраской. Хьюм предложил, чтобы этот окрас является дефектом вследствие старения чучел и воздействия света, превращающего серый и чёрный в коричневый. Подобные аномалии наблюдались у чучела американской спизы где цвет потускнел с серого на коричневый. Два сохранившихся чучела также отличались по окраске друг от друга. Парижский экспонат имеет серовато-синюю голову, коричневое тело светлые нижние части туловища. Хвост и маховые перья были сильно повреждены серной кислоты в результате фумигации в 1790-е годы. Венский экспонат имеет бледно-коричневую голову и туловище с неправильным положением белых хвостовых перьев, спине и крыльях.
Путанице в окраске Маскаренских попугаев также поспособствовала французская гравюра из «Истории природы птиц» естествоиспытателя Франсуа-Николя Мартине в 1779 года, первая цветная иллюстрация данного вида. Она показывает, как птица коричневого цвета с пурпурной головой, а яркость этих цветов сильно варьировалась из копии в копию, являющаяся результатом работы различных художников, работавших под руководством Марине в его мастерской. Из-за этих копий окрас тела варьируется от каштанового до серовато-шоколадного, хвоста — от светло-серого до тёмно-серо-коричневого, а голова — от голубовато-серого до серо-голубого. На гравюре также отсутствует особенность, описанная Бриссоном, — два тёмных средних хвостовых пера без белой основания, которые были упущены поздними художников. Иллюстрация Марине и описание Буффона возможно базировались на парижском экспонате.
В 1879 году Форбс заявил, что окологлазные кольца были покрыты перьями, маскировавшими ноздри. Это противоречило другим записям, где ноздри были окружены красной шкуркой. Форбс делал своё описание на основе парижского экспоната, у которого ранее был череп, а нижняя часть клюва челюсти была снята для изучения французским териологом и орнитологом Альфонсом Мильн-Эдвардсом. Это могло привести к деформации формы головы и ноздрей, как показано на иллюстрации в статье Форбса.

## Поведение и среда обитания
О жизни маскаренского попугая известно очень мало. Поскольку несколько особей находилось в неволе, они вероятно не были универсальными видами. Так, венская особь была частично белого цвета, возможно из-за недоедания в течение длительного времени в плену; обрезанные первостепенные маховые перья указывают, что она содержалась в клетке. Также мало что было известно о рационе попугая в 1700-х годах, поскольку венская особь не получала через еду достаточного количества аминокислоты тирозина, необходимого для синтеза меланина. У других попугаев маховые перья стали бы оранжевыми, а не белыми из-за наличия пигмента, присущего клинохвостым попугаям, однако попугаи-ваза и маскаренские попугаи — единственные птицы, у которых он отсутствует. Особь описывалась как «полуальбинос», хотя истинный альбинизм (отсутствие фермента тирозиназы) по определению никогда не будет лишь частичным.
В 1705 году Жан Фёллей дал описание реюньонских попугаев и их среды обитания, которая свидетельствовала о том, что птицы запасались жиром по сезонно:

Существует несколько родов попугаев с разными размерами и окрасом. Одни — с размером курицы, серого цвета и красным клювом (маскаренский попугай), другие — с размером голубя (маскаренский серый попугай), а третьи, поменьше, — зелёные реюньонские попугаи. Их огромное количество, особенно в Сент-Сюзане и горах. Они очень хорошо питаются, особенно когда накапливают жир с июня по сентябрь, поскольку в это время созревают семена деревьев, которые поедает птица.
Оригинальный текст (англ.)There are several sorts of parrot, of different sizes and colours. Some are the size of a hen, grey, the beak red [Mascarene parrot]; others the same colour the size of a pigeon [Mascarene grey parakeet], and yet others, smaller, are green [Réunion parakeet]. There are great quantities, especially in the Sainte-Suzanne area and on the mountainsides. They are very good to eat, especially when they are fat which is from the month of June until the month of September, because at that time the trees produce a certain wild seed that these birds eat.
— 
Согласно сообщению XVII века от Питера Манди маскаренские попугаи, возможно, когда-то жили также на острове Маврикий, поскольку автор упомянул их как «коричневых попугаев». Это вполне возможно, поскольку на Реюньоне и Маврикии обитали похожие виды животных, однако каких-либо субфоссилий пока не обнаружено.
Многие эндемики Реюньона вымерли после прибытия человека и в результате разрушения экосистемы острова. Маскаренские попугаи жили бок о бок с другими вымершими птицами, такими как реюньонский скворец, реюньонский священный ибис, реюньонский попугай, маскаренский серый попугай, реюньонская султанка, реюньонская сова, кваква Дюбуа и голубь Дюбуа. Среди вымерших пресмыкающиеся были реюньонская гигантская черепаха и неописанный сцинк рода Leiolopisma. На Реюньоне и Маврикии также обитали и исчезли черноватая летучая лисица и улитка Tropidophora carinata.

## Вымирание
Из восьми попугаев, эндемиков Маскаренских островов, уцелел только маврикийский кольчатый попугай. Остальные, вероятно, вымерли из-за чрезмерной охоты и вырубки лесов. Причины и время исчезновения самого маскаренского попугая неясны. В 1834 году немецкий зоолог и писатель Карл Вильгельм Хан опубликовал часто цитируемое сообщение о живых особях, владельцем которых был Максимилиан I. Птица очевидно была очень старой, а Хан заявлял о сопутствующей иллюстрации, срисованной с одной из особей. Красная книга признаёт сообщение 1834 года в качестве последнего упоминания о живом попугае.
Достоверность сообщения Хана вызвала сомнения ещё в 1876 году, а его иллюстрация была сильно похожа на гравюру Франсуа-Николя Марине, которая была опубликована, по крайней мере, на 50 лет раньше. После смерти Максимилиана в 1825 году, его имущество было продано с аукциона, но не о каких маскаренских попугаях не упоминалось в перечне предметов короля. Хан не упоминал дату наблюдения птицы, которая могла быть задолго до 1834. Тем не менее, копирование рисунка Марине и то, что не было доказано существование живых особей (хотя такая редкая птица, вероятно, сохранилась бы в виде чучела), вызывают сомнение по поводу сообщения Хана. Вместо этого сообщение Хана, вероятно, основывалось на других источниках или даже слухах.
Если не брать во внимание сообщение Хана, то маскаренские попугаи вымерли примерно до 1800 года. Последнее сообщение о диких особях на Реюньоне датируются 1770-ми годами. Считается, что маскаренские попугаи исчезли в дикой природе в то время, когда европейские особи находились в неволе, выжившие, таким образом, после последнего сообщения о диких птицах. В 1790-х годах французский писатель, исследователь и натуралист Франсуа Левальян заявил, что птица была редкая и видел трёх особей во Франции.
Одно из последних достоверных сообщений о живых особях следует из описания 1784 года, основанного на птице в неволе:

Маскаренская особь найдена на острове Бурбон (Реюньон); я видел несколько живых экземпляров в Париже, они были довольно милыми птицами; у них сильно выделялся красный клюв на фоне тёмного оперения; они не подражали человеческой речи.
Оригинальный текст (англ.)The Mascarin is found at Ile Bourbon [Réunion]; I have seen several alive in Paris, they were rather gentle birds; they had in their favour only that the red beak contrasted agreeably with the dark background of their plumage; they had not learnt to talk.
— 
В противовес утверждениям Фёйи Дюбуа отметил, что маскаренский попугай был непригодными в пищу, и на него не обращали внимания посетители Реюньона. Это был последний из вымерших коренных попугаев Реюньона. Единственный эндемик Реюньона, который исчез после маскаренского попугая, был реюньонский скворец в середине XIX века.